# Staviks fyr

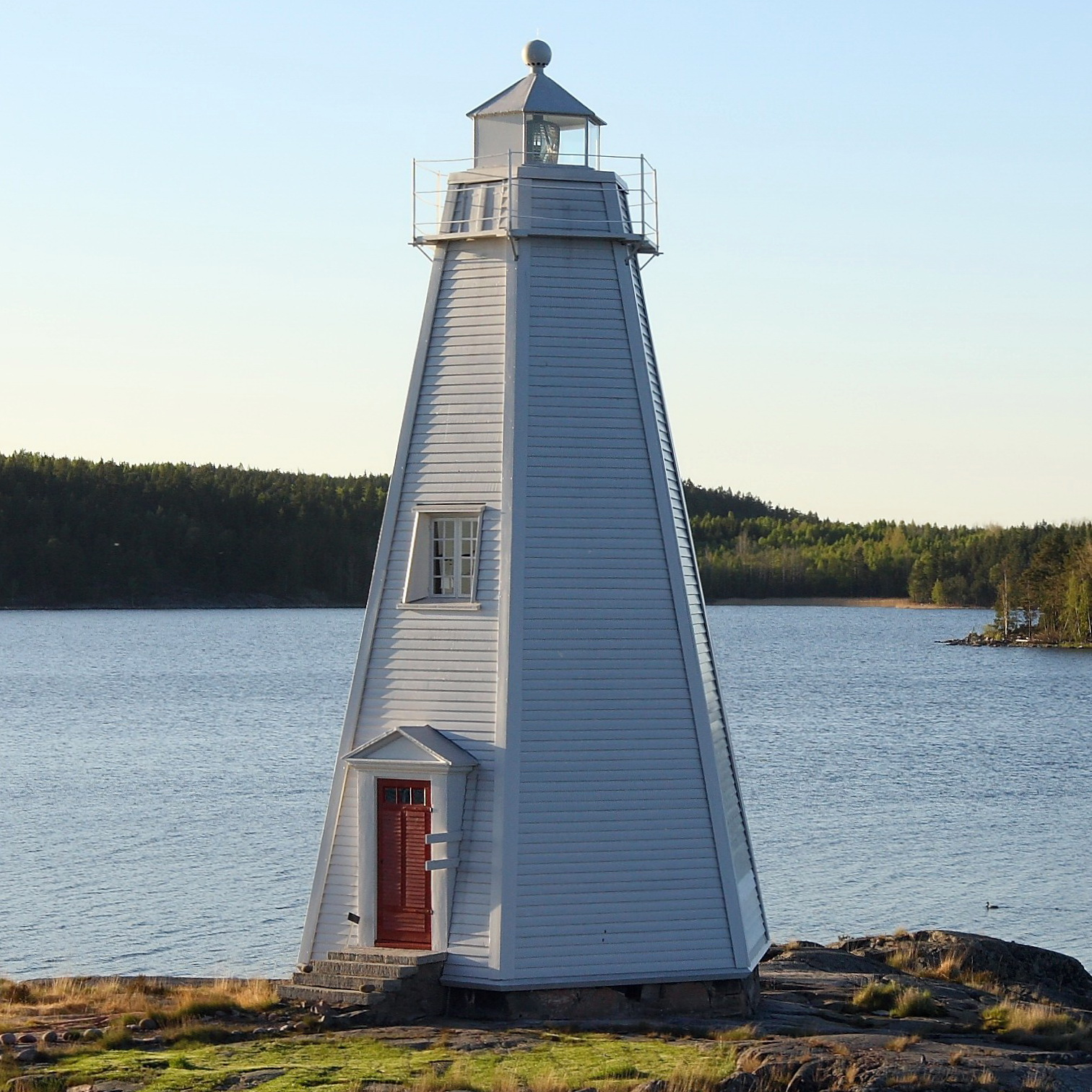
Staviks fyr, nymålad 2008 och klädd i originalpanel sedan renoveringen 2003.

Staviks fyr är en fyr på Värmlandsnäs vid Vänern.
Fyren är en av fyra större trätornsfyrar vid Vänern och togs i bruk 1860. Fyren har inte förändrats mycket sedan 1800-talet, men 1952 kläddes den i eternit. Efter en renovering 2003 är eterniten avlägsnad och fasaden återställd till liggande träpanel. 
Mellan 1860 och 1952 var fyren manuell och fyrplatsen bemannad för driftens skull. Till 1973 var fyrplatsen bebodd av sista fyrvaktarfamiljen. Fram till 2003 hyrdes fyrplatsen som fritidsboende av sista fyrvaktarfamiljen med släkt. Samma år köptes fyrplatsen med fyr av ett barnbarn till sista fyrvaktaren. Samma år totalrenoverades fyren och i ett omvänt hyresförhållande drev först Vänerns Seglationsstyrelse och sedan Sjöfartsverket själva fyrfunktionen. 2015 upphörde Sjöfartsverket med sitt hyresförhållande och fyren drivs nu privat!